# Marquixanes
Marquixanes er en by og kommune i departementet Pyrénées-Orientales i Sydfrankrig.

## Geografi
Marquixanes ligger i landskabet Conflent på hovedvej N116 mellem Prades i vest (6 km) og Ille-sur-Têt i øst (13 km). Perpignan ligger 39 km mod øst. Andre nabokommuner er mod vest Eus (4 km) , mod nord Arboussols (5 km), mod øst Vinça (5 km), mod syd Espira-de-Conflent (6 km) og Finestret (6 km) og mod sydvest Los Masos (5 km).
Floden Têt løber umiddelbart nord for Marquixanes.

## Historie
Marquixanes nævnes første gang i 1007, hvor klosteret Saint-Martin du Canigou erhverver et stykke jord ved byen. I 1035 har klosteret overtaget hele byen. Den centrale del af byen blev befæstet i 1172 og i 1245 blev en ydre ringmur bygget. Byen hørte i denne periode til Aragonien. I 1347 blev ringmuren revet ned, som straf for at byens indbyggere havde støttet Kongeriget Mallorca, der lå i konflikt med Aragonien. Den blev dog genopbygget senere i det 14. århundrede.

## Demografi

### Udvikling i folketal
| 1962                                                              | 1968 | 1975 | 1982 | 1990 | 1999 | 2007 | 2014 | 2017 |
| ----------------------------------------------------------------- | ---- | ---- | ---- | ---- | ---- | ---- | ---- | ---- |
| 388                                                               | 363  | 333  | 307  | 299  | 397  | 532  | 551  | 555  |
| Tal fra og med 1962 er uden dobbelttælling (sans doubles comptes) |      |      |      |      |      |      |      |      |